# Горноджумайска каза
Горноджумайската каза е каза в Османската империя, част от Сярския санджак на Солунския вилает в началото на XX век. Център на казата е град Горна Джумая.
В 1895 година по Османското салнаме Горноджумайската каза има 7005 души мухамедани и 17 433 немухамедани. Към 1900 година според статистиката на Васил Кънчов („Македония. Етнография и статистика“) казата брои 21 282 българи християни, 3900 българи мухамедани, 4575 турци, 60 гърци християни, 1130 власи, 180 евреи, 351 цигани, или общо 31 478 души.
След Балканските войни казата остава в границите на Царство България.

## Вижте още
- Горноджумайско